# Johann Still

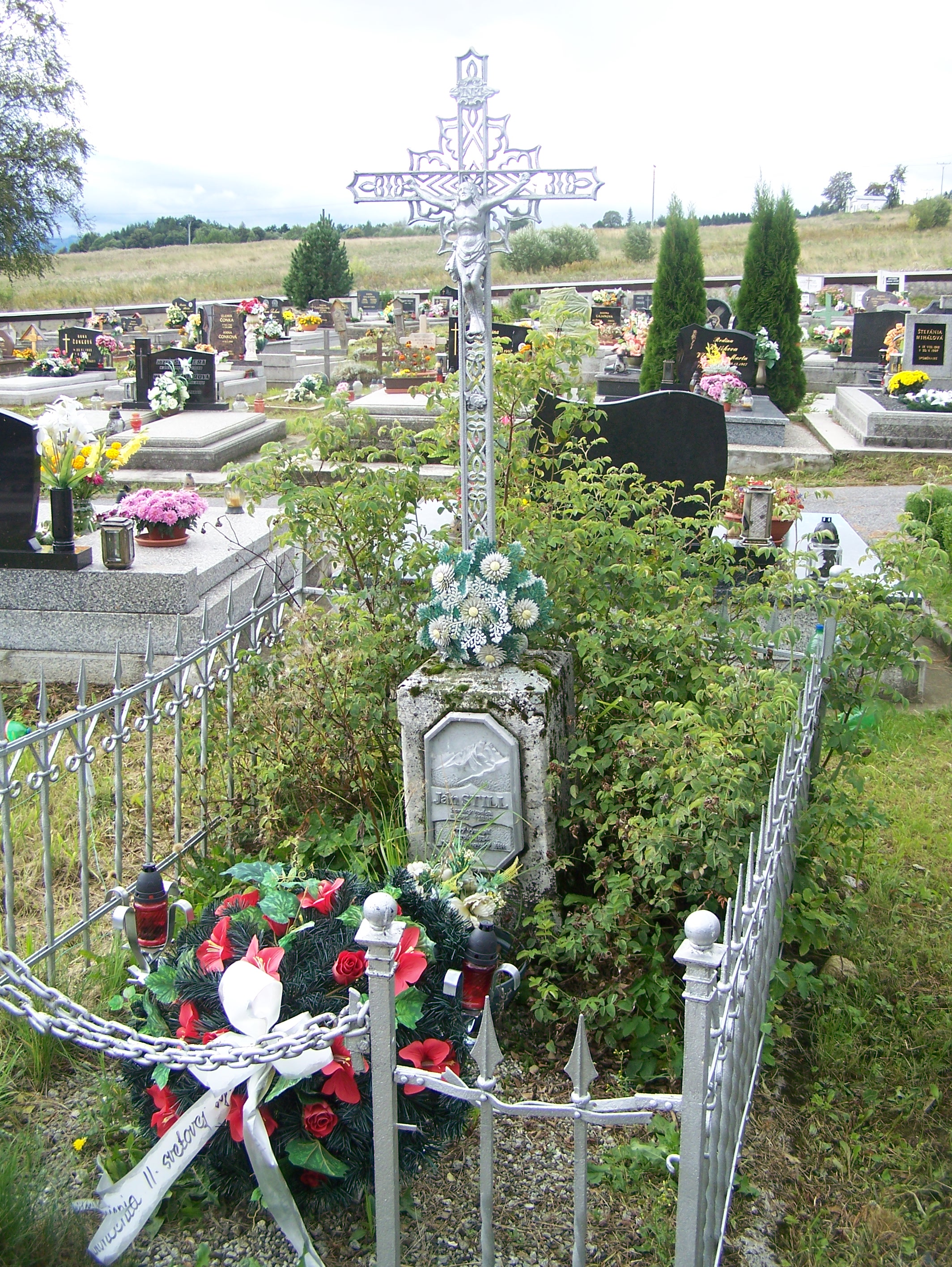
Grób Johanna Stilla na cmentarzu w Nowej Leśnej

Johann Still (ur. 26 stycznia 1805 w Starej Leśnej, zm. 23 stycznia 1890 w Nowej Leśnej) – spiskoniemiecki przewodnik tatrzański, nauczyciel, rolnik, pszczelarz, muzykant.

## Życiorys
W 1826 ożenił się z Marią Gellhof. Od 1832 był nauczycielem w Nowej Leśnej w niemieckiej wiejskiej szkole rzymskokatolickiej. Tatry poznał jako myśliwy, polując na kozice m.in. w masywie Gerlachu. Już w 1834 dotarł na najwyższy jego wierzchołek z czterema towarzyszami: szwagrem Gellhofem, młynarzem Martinem Spitzkopfem-Urbanem oraz dwoma "koziarzami" (myśliwymi, polującymi na kozice) nieznanego nazwiska (było to pierwsze znane wejście na ten szczyt). Nie wiadomo, kiedy został przewodnikiem. Początkowo głównie prowadził gości ze Starego Smokowca na Łomnicę; do 1861 był na tym szczycie 80 razy. Pierwszego turystę na Gerlach (szczyt ten wówczas był mniej popularny) poprowadził dopiero w 1872. Później robił to częściej, dzięki czemu dosyć szybko stał się najbardziej znanym przewodnikiem na najwyższy szczyt Tatr. Od ok. 1875 był jednym z czołowych przewodników tatrzańskich – mimo swego wieku (miał wtedy ok. 70 lat). W 1874 uczestniczył w wytyczeniu nowej drogi na Gerlach: z Doliny Wielickiej przez Wielicką Próbę. W 1876 brał udział w pierwszym wejściu na Pośrednią Grań. Wtedy jego towarzyszami byli Ödön Téry, Paul Schwartz i Samuel Horvay.